# Constanța Fotescu
Constanța Fotescu, coniugata Grigoraș (Bacău, 30 marzo 1961), è un'ex cestista rumena.

## Carriera
Con la Romania ha disputato due edizioni dei Campionati europei (1981, 1983). Ciao.